# Рум'янцев (Кагульський район)
Рум'я́нцев (Рум'янцево, Бедікул-Русеск, Бадікул-Руське, рум. Rumeanțev, Bădicul Rusesc) — село в Кагульському районі Молдови, належить до комуни Дойна.
Більшість населення - українці. Згідно з переписом 2004 року - 244 особи (53%).